# T-64
T-64 är en medeltung stridsvagn avsedd att ersätta de tidigare T-54/55 och T-62 med en avancerad stridsvagn som hade kompositpansar vilket gav betydligt bättre skydd i förhållande till vikten. Likaså infördes automatladdning till kanonen och laddarens plats togs bort vilket gav mer utrymme för vagnchef och skytt samtidigt som totalvolymen av tornet minskade jämfört med T-62. Även motor och bandaggregat var synnerligen avancerade för sin tid.
Den första modellen började produceras 1963 i Sovjetunionen och godkändes av armén 1966. Massproduktionen startade 1967. T-64 var förbehållen de bästa sovjetiska styrkorna, främst de stationerade i Östtyskland, då den höga tekniknivån gjorde tillverkningen dyr. Istället togs T-72 fram som standardstridsvagn, med en förenklad variant för export. Mot slutet av 1970-talet kom ersättaren T-80.

## Kännetecken
T-64 har till skillnad från T-72 en infraröd sökningsstrålkastare till vänster om kanonen. Ett annat sätt att särskilja T-64 från de övriga Sovjet och ryskbyggda stridsvagnarna är dess bärhjul som är betydligt mindre än på de övriga modellerna.

## Varianter
- T-64R: varianten som är bestyckad med en 115 mm D-68 slätborrad kanon. Det sägs att över 600 byggdes i Sovjet från 1976 till 1981. Ingen av dem är fortfarande i tjänst.
- T-64: Består av flera årsvarianter som är från 1964, 1967 och 1981. Bestyckad med en 125 mm slätborrad kanon. De flesta av den här modellen gjordes om till T-64A-modellen.
- T-64K: ledningsvagn. En uppgradering av den vanliga T-64.
- T-64A: uppgraderad version med förbättrat sikte och rökkastare på sidorna av tornet. Fyra årsvarianter som byggdes är från 1967, 1969, 1972 och 1975.
- T-64A(omgjord): omgjorda från den vanliga T-64.
- T-64B: en helt ny variant från 1975 med förbättrat pansar. Den har också en laseravståndsmätare. Andra varianten kom 1981.
- T-64AK: variant från 1981 med en bensinmotor.
- T-64AM: uppgradering där vissa hade en 6TDF-motor.
- T-64AMK: vidare uppgradering som också möjligen fick en 6TDF-motor.
- T-64BV: uppgraderad variant byggd på T-64B. Den är utrustad med reaktivt pansar och strålningsskydd. T-64BV började tillverkas 1985.
- T-64BVK: ledningsvagnsmodel av T-64BV från 1985.
- T-64BM2: försedd med en 850 hk motor från 1999 och moderniseringen T-64BM2 Bulat 2019
- T-64B-1: omgjorda från T-64A till T-64B från 1984.
- T-64U: den senaste modellen från 1999 som är byggd i Ukraina.
- Taifun 9M15: är en rysk robotstridsvagn baserad på T-64:s chassi. Beväpnad med två 73 mm 2A28 som var monterade på varsin sida av en robotramp på vagnen. Båda två laddades automatiskt. Testades i april 1964 tillsammans med IT-1, men Taifun presterade dåligt och sattes aldrig i tjänst till skillnad från IT-1.

## Användare

### Nuvarande användare
- Kongo-Kinshasa – 5 T-64BV-1 stridsvagnar levererade från Ukraina 2016.[2][3][4]
- Transnistrien – 18 T-64BV i aktiv tjänst.
- Ukraina – 2.345 var i tjänst från och med 1995, 2.277 från och med 2000 och 2.215 från och med 2005.[5] För närvarande är cirka 800 i tjänst, 1000+ är förrådsställda och över 130 av de som är i aktiv tjänst moderniserade till T-64BM Bulat. I augusti 2019 hade Ukrainas Kharkiv Armoured-Vehicle Factory (KhBTZ) uppgraderat över 150 T-64BV till den nya modell 2017-standarden, och Lviv Armoured-Vehicle Factory (LBTZ) hade börjat leverera denna modell också. År 2020 hade Ukraina över 720 T-64BV 2017, T-64BM Bulat och T-64BV i drift och 578 T-64 i förråd.[6]
  - Den illegala och ej erkända Folkrepubliken Donetsk – ett flertal T-64B, T-64BV och T-64BM i drift från och med 2017.[7]
  - Den illegala och ej erkända Folkrepubliken Lugansk – ett flertal T-64B, T-64BV och T-64BM i drift från och med 2017.[7]
- Uzbekistan – 100 i aktiv tjänst 2017.[8]

### Tidigare användare
- Sovjetunionen – övertogs av efterföljande stater.
  -  Belarus – okänt antal på 1990-talet. Alla har skrotats sedan dess.
  -  Kazakstan – cirka 50 år 2011.[9] Alla har skrotats sedan dess.
  -  Ryssland – cirka 4.000 1995. Under 2014 hade Ryssland cirka 2.000 som landet hade tagit ur drift och planerat att skrota, enligt Nato och USA.[10][11]